# Kanton Pompey
Der Kanton Pompey war von 1973 ein bis 2015 bestehender französischer Wahlkreis im Arrondissement Nancy, im Département Meurthe-et-Moselle und in der Region Lothringen; sein Hauptort war Pompey.
Der Kanton Pompey im Zentrum des Départements Meurthe-et-Moselle war 75,78 km² groß und hatte im Jahr 2006 30.722 Einwohner. Er lag im Mittel 226 Meter über Normalnull, zwischen 185 Meter in Pompey und 367 Meter in Frouard.

Lage des Kantons Pompey im Département Meurthe-et-Moselle
Lage des Kantons Pompey im Arrondissement Nancy

## Gemeinden
Der Kanton bestand aus sechs Gemeinden:
| Gemeinde       | Einwohner Jahr | Fläche km² | Bevölkerungsdichte | Code INSEE | Postleitzahl |
| -------------- | -------------- | ---------- | ------------------ | ---------- | ------------ |
| Champigneulles | 6.885 (2013)   | 23,99      | 287 Einw./km²      | 54115      | 54250        |
| Frouard        | 6.773 (2013)   | 13,38      | 506 Einw./km²      | 54215      | 54390        |
| Marbache       | 1.730 (2013)   | 10,63      | 163 Einw./km²      | 54351      | 54820        |
| Maxéville      | 9.796 (2013)   | 5,63       | 1740 Einw./km²     | 54357      | 54320        |
| Pompey         | 4.848 (2013)   | 8,13       | 596 Einw./km²      | 54430      | 54340        |
| Saizerais      | 1.561 (2013)   | 14,44      | 108 Einw./km²      | 54490      | 54380        |

## Bevölkerungsentwicklung
| 1962   | 1968   | 1975   | 1982   | 1990   | 1999   | 2006   | 2012   |
| ------ | ------ | ------ | ------ | ------ | ------ | ------ | ------ |
| 24.895 | 28.001 | 31.548 | 33.001 | 31.662 | 31.337 | 30.722 | 31.525 |